# Емісар закордонного центру
«Емісар закордонного центру» (рос. «Эмиссар заграничного центра») — молдовський радянський художній фільм 1979 року режисера Василе Брескану.

## Синопсис
Громадянська війна. Чекіст Марін, отримав завдання — проникнути в ставку Врангеля, увійти в довіру до агента Лохвицької і видобути секретні відомості.

## У ролях
- Василе Брескану
- Олена Івочкіна
- Владлен Паулус
- Миколу Даріє
- Борис Миронюк
- Арніс Ліцитіс
- Олександр Брайман
- В. Сучков
- Всеволод Гаврилов
- Міхай Курагеу
- Іон Шкіря
- Еммануїл Віторган
- Геннадій Чулков
- Бено Аксенов
- Сергій Іорданов
- Вальдас Ятаутіс
- Борис Романов
- Василе Тебирце
- Спіру Харет
- Ілля Тодоров
- Володимир Литвинов — ад'ютант генерала Євгена Климовича

## Творча група
- Сценарій: Олексій Нагорний
- Режисер: Василе Брескану
- Оператор: Леонід Проскуров
- Композитор: Валерій Логінов